# Disastro di Ryongchon
Il disastro di Ryongchŏn fu un disastro ferroviario verificatosi il 22 aprile 2004 nella città di Ryongch'ŏn (P'yŏngan Settentrionale), in Corea del Nord, vicino al confine con la Cina. Almeno 54 persone sono state uccise, tra cui alcuni cittadini siriani.
Il disastro si è verificato quando un carico infiammabile è esploso alla stazione di Ryongchon intorno alle 13:00, ora locale (04:00 GMT). La notizia è stata diffusa dai media sudcoreani, secondo i quali fino a 3.000 persone erano state uccise o ferite nell'esplosione e nei successivi incendi. Il governo nordcoreano ha dichiarato lo stato di emergenza nella regione, ma poche informazioni sono state rese pubbliche dal governo nordcoreano. Poco dopo l'incidente, il governo nordcoreano ha tagliato le linee telefoniche con resto del mondo.

## Effetti
La Croce Rossa fu autorizzata nell'area, in una insolita concessione da parte delle autorità nordcoreane, diventando l'unica agenzia esterna a vedere l'area del disastro. Secondo il rapporto iniziale dell'agenzia, 160 persone sono state uccise e 1.300 ferite nel disastro. Tuttavia, le vittime ufficiali riportano il giorno seguente elencato 54 morti e 1.249 feriti. È stato riferito che un'ampia area è stata colpita, con alcuni detriti dispersi nell'aria che attraversano il confine in Cina (le immagini satellitari pubblicate dalla BBC presumevano di mostrare un danno diffuso nella città, ma in seguito furono ritratte, in realtà mostrano Baghdad da una data precedente e il forte contrasto bianco-nero è stato frainteso). La Croce Rossa ha riferito che 1.850 case ed edifici erano stati distrutti e altri 6.350 erano stati danneggiati.
Il 23 aprile, le Nazioni Unite hanno ricevuto un appello per aiuti internazionali da parte del governo della Corea del Nord. Il 24 aprile, alcuni diplomatici e operatori umanitari sono stati ammessi nel paese per valutare il disastro.

## Causa
La causa e la natura dell'incidente sono state oggetto di notevoli speculazioni, con diversi resoconti riportati.
- Inizialmente è stato riferito che l'esplosione è stata il risultato di una collisione tra due treni che trasportavano benzina (benzina) e gas di petrolio liquefatto, forse donato dalla Cina per alleviare la carenza di carburante in corso nella Corea del Nord.[3]
- I diplomatici e gli operatori umanitari della Corea del Nord hanno in seguito suggerito che l'esplosione è avvenuta quando materiali esplosivi venivano deviati su vagoni ferroviari, probabilmente scatenati da una collisione con un cavo elettrico in tensione. Ciò è corroborato dai rapporti dei funzionari nordcoreani all'agenzia di stampa russa ITAR-TASS e da fonti governative al servizio di notizie giapponese Kyodo. Si diceva che il materiale fosse destinato all'uso nella costruzione di canali. L'Agenzia Nuova Cina (Xinhua) ha riferito che c'era stata una perdita di nitrato di ammonio, una sostanza che viene utilizzata in alcuni esplosivi, come fertilizzante e nel carburante per missili. Il Sunday Telegraph attribuito il disastro "all'esplosione di un treno che trasportava nitrato di ammonio".[8]

La KCNA, l'agenzia di stampa ufficiale della Corea del Nord, apparentemente ha confermato il rapporto Xinhua affermando che l'incidente era "dovuto al contatto elettrico causato dalla disattenzione durante lo smistamento dei carri caricati con fertilizzante nitrato di ammonio".
Il leader nordcoreano Kim Jong-il è passato attraverso la stazione diverse ore prima dell'esplosione mentre tornava da un incontro in Cina. È stato suggerito che l'esplosione avrebbe potuto essere un tentativo di omicidio, ma i servizi segreti sudcoreani credevano che fosse un incidente. Una teoria è che uno dei treni coinvolti trasportava carburante dalla Cina. Se l'incidente ha comportato una collisione del treno, è stato suggerito che la causa dell'incidente potrebbe essere stata una comunicazione errata relativa ai cambiamenti negli orari dei treni dovuti all'itinerario di Kim Jong-il.
Altri osservatori hanno suggerito che il cattivo stato del sistema ferroviario della Corea del Nord potrebbe aver contribuito al disastro. Rappresenta circa il 90% del trasporto merci; una mancanza di carburante forza la maggior parte dei veicoli fuori strada. Si dice che la ferrovia, costruita dai giapponesi durante la loro occupazione nel paese, sia in cattivo stato di manutenzione, con materiale rotabile anziano che corre non più veloce di 65 chilometri all'ora (40 mph) (in parte a causa del cattivo stato della fornitura elettrica della Corea del Nord).

## Risposta del governo nordcoreano
Secondo il disertore nordcoreano Thae Yong-ho, Kim Jong-il ha ordinato l'esecuzione di diversi funzionari dei trasporti dopo il disastro.
L'ammissione insolitamente schietta dell'incidente da parte del governo nordcoreano potrebbe essere stata un segno di disgelo nella stretta dei media controllati dal partito nel paese, che è noto per essere un portavoce e essere riservato. Quando il paese subì la siccità nei primi anni '90, l'inerzia burocratica e la riluttanza ad ammettere il fallimento portarono a ritardi nelle richieste di aiuti stranieri e alla morte di milioni di persone a causa della carestia.